# Alan Stewart (sciatore)
Alan Stewart (Inverkeithing, 19 settembre 1955) è un ex sciatore alpino britannico.

## Biografia
Sciatore polivalente, Stewart ottenne i primi piazzamenti internazionali in occasione dei XII Giochi olimpici invernali di Innsbruck 1976, dove si classificò 30º nella discesa libera, 33º nello slalom gigante e non completò lo slalom speciale; ai Mondiali di Garmisch-Partenkirchen 1978 si piazzò 7º nella combinata e ai XIII Giochi olimpici invernali di Lake Placid 1980, suo congedo agonistico, fu nuovamente 30º nella discesa libera, 33º nello slalom gigante e non completò lo slalom speciale. Non ottenne piazzamenti di rilievo in Coppa del Mondo.